# Fefen
Fefen (o Fefan) è un atollo delle Isole Caroline. Amministrativamente è una municipalità del Distretto Nomoneas Meridionali, di Chuuk, uno degli Stati Federati di Micronesia. 
Come isola, è la terza per dimensione dell'arcipelago Chuuk.
Ha una superficie di 13,20 km² e una popolazione di 4.047. L'altezza massima dell'isola è di 298 m s.l.m.